# Clyde N. Baker
Clyde Nelson Baker (* 6. Mai 1930 in Flushing, Queens, New York City; † 26. August 2022) war ein US-amerikanischer Bauingenieur (Geotechnik).
Baker, der Sohn eines Chirurgen, studierte zunächst Physik am College of William and Mary und dann Elektrotechnik am Massachusetts Institute of Technology (MIT), wo er dann zum Bauingenieurstudium wechselte (Masterabschluss über die Verwendung von Isotopen in der Bodenmechanik). Am MIT hörte er unter anderem bei Karl von Terzaghi. 1954 ging er zu STS Consultants, wo er später Vorsitzender wurde. STS ist ein Ingenieurbüro mit 550 Mitarbeitern (2009) mit Hauptsitz in Vernon Hills in Illinois. Als die Firma 1994 aufgrund von finanziellem Missmanagement vor dem Bankrott stand, kauften Baker und 19 andere Angestellte die Firma auf.
Baker war als beratender Ingenieur an der Gründung zahlreicher Hochhäuser in Chicago beteiligt (unter anderem Sears Tower, John Hancock Center, Amoco Building, Water Tower Place, AT&T Corporate Center) und an der Gründung einiger der weltweit höchsten Hochhäuser wie Taipei 101 in Taipei und den Petronas Towers in Kuala Lumpur. Er beriet auch an den Burj Dubai und ist am Chicago Spire geotechnischer Berater.
2009 hielt er die Terzaghi Lecture (Uncertain geotechnical truth and cost effective high rise foundation design). Er erhielt den Distinguished Service Award des Deep Foundation Institute und den Outstanding Service Award der International Association of Foundation Drilling (ADSC) sowie den Middlebrooks, den Peck (2000) und Kapp Award der American Society of Civil Engineers (ASCE) sowie deren OPAL (Outstanding Projects and Leaders) Award. Er war Präsident der Structural Engineers Association of Illinois (SEAOI) und war Vorsitzender der Abteilung Geotechnik der ASCE. Er war Mitglied der National Academy of Engineering und Ehrenmitglied der ASCE (2009). 2008 erhielt er den Award of Excellence von Engineering News Record.
Er war Herausgeber des Geotechnical Engineering Journal.
Er war passionierter Langstreckenläufer, der den Boston Marathon zuerst 1953 lief, und hatte schon mit 16 Jahren seinen Pilotenschein.

## Schriften
- The drilled shaft inspectors manual, Deep Foundation Institute/ADSC
- History of Chicago Building Foundations 1948-1988